# Батара
Батара (лат. Batara cinerea) — вид воробьиных птиц из семейства типичных муравьеловковых. Единственный представитель одноимённого рода Batara. Выделяют три подвида.

## Таксономия
Первоначально вид был описан как Thamnphilus cinerea (ошибочное написание: Tamnphilus).

## Распространение
Обитают в Южной Америке. Живут в Андах, Чако и Атлантическом лесу на территории Боливии, Парагвая и Аргентины, а также Бразилии.

## Описание
Длина тела 30-34 см, вес 148—155 г (подвид cinerea); 27-28 см, 100—110 г (подвид argentina). Клюв длинный и сильно загнутый, хвост очень длинный и широкий.

## Биология
Питаются крупными насекомыми, включая жуков (Coleoptera), слизнями, лягушками, ящерицами, мелкими мышками, небольшими змеями, птенцами и яйцами птиц.